# Andrzej Wyżykowski
Andrzej Wyżykowski (ur. 7 listopada 1960 w Połczynie-Zdroju) – polski lekkoatleta, wieloboista, mistrz i reprezentant Polski.

## Kariera sportowa
Był zawodnikiem Zawiszy Bydgoszcz.
Na mistrzostwach Polski seniorów na otwartym stadionie zdobył trzy medale w dziesięcioboju: złoty w 1990, srebrny w 1988 i brązowy w 1987. W halowych mistrzostwach Polski seniorów wywalczył trzy medale: złoty w siedmioboju w 1986, srebrny w ośmioboju w 1988 i srebrny w siedmioboju w 1990.
Dwukrotnie wystąpił w zawodach Pucharze Europy w wielobojach. W 1985 zajął 17. miejsce w zawodach grupy A, z wynikiem 7334, w 1991 był 21. w zawodach Superligi, z wynikiem 7172 (w obu przypadkach był to najwyższy poziom rozgrywek).
Rekord życiowy w dziesięcioboju: 7852 (14.09.1984), według tabel obowiązujących od 1985, w siedmioboju w hali: 5589 (21.02.1988).